# Письмо незнакомки
«Письмо́ незнако́мки» (нем. Brief einer Unbekannten) — новелла австрийского писателя Стефана Цвейга (1922).

## Содержание
Новелла начинается с того, что её главный герой (известный писатель Р.) получает письмо от незнакомой женщины. Во время чтения письма он узнаёт о том, что эта женщина всю свою жизнь любила только его, в письме описываются все случаи, когда их жизненные пути пересекались.
В письме рассказано, что она впервые встретила его в возрасте 13 лет, когда он заехал в соседнюю квартиру. Два года она жила с ним в одном доме, потом её семья переехала, и два года она жила в другом городе, страдая от невозможности видеть его. После чего героиня возвращается в Вену, где может вновь украдкой видеть возлюбленного. Через год у них случается короткий «роман длиной в три дня», герой не узнает в ней девочку-соседку, героиня беременеет. Рожает ребенка одна, ни в чем не признается и воспитывает ребенка сама. Через 11 лет у них случается очередной «роман», герой опять не узнает героиню. Еще через год умирает ребенок, и, страдая от жара болезни, она пишет письмо. Болезнь съедает героиню, и письмо согласно завещанию было доставлено герою.

## Экранизации
- В 1948 году новелла была экранизирована Максом Офюльсом в его американский период.
- В 2001 году новелла «Письмо незнакомки» была экранизирована французским режиссёром Жаком Дерэ с Ирен Жакоб в главной роли, совместное производство телевидения Франции и Германии.
- В 2004 году новелла была экранизирована китайским режиссёром Сю Цзинлэй с ней же в заглавной роли.